# Medaglia del Marocco
La Medaglia del Marocco (in francese: Médaille commémorative du Maroc) fu una medaglia concessa dalla Terza repubblica francese a quanti avessero partecipato alle operazioni militari in Marocco.

## Storia
La medaglia venne istituita con legge del 22 luglio 1909 al fine di premiare quei soldati, agli ordini del futuro maresciallo Hubert Lyautey, che furono impegnati in operazioni di pacificazioni in Marocco tra il 1907 ed il 30 marzo 1912, data della promulgazione del trattato di Fez. 
Venne assegnata in tutto a 63.200 soldati.
Va notato che le successive operazioni militari che si svolsero nel 1915, e dal 1925 al 1926, per reprimere la rivolta scoppiata presso il massiccio del Rif sotto la guida del leader nazionalista Abdelkrim el-Khattabi, furono invece premiate con l'assegnazione della Medaglia Coloniale con le barrette "MAROC 1915 e “MAROC 1925-1926”.

## La medaglia
La medaglia era composta da un disco d'argento di 36 mm di diametro avente sul dritto l'effige elmata della Repubblica Francese con la scritta "République française". Sul rovescio si trova invece una scena bellica su panorama desertico, con dei cannoni in primo piano e delle bandiere con la scritta "HONNEUR ET PATRIE" e sotto elencati i nomi dei principali teatri del conflitto: Casablanca, Haut-Guir e Oudjda. Il nastro è verde con una striscia bianca centrale e due più piccole laterali del medesimo colore.

## Barrette
- CASABLANCA (assegnata per operazioni in città dal 5 agosto 1907 al 15 giugno 1909)
- OUDJDA (assegnata per operazioni in città dal 29 marzo 1907 e il 1 gennaio 1909)
- HAUT-GUIR (assegnata per operazioni in città dal 6 marzo al 10 giugno 1908 e dal 15 agosto al 7 ottobre 1908)
- MAROC (assegnata per operazioni dopo il 1912)